# Championnat des Îles Salomon de football 2016
Navigation
Saison précédente Saison suivante
La saison 2016 du Championnat des Îles Salomon de football est la treizième édition de la Telekom S-League, le championnat de première division aux Îles Salomon. La compétition est raccourcie afin de se terminer avant le démarrage du tour préliminaire de la Ligue des champions, en janvier 2017, auquel participent les deux premiers du championnat. La phase finale est supprimée et le championnat se dispute donc sous la forme d'une poule unique où toutes les équipes se rencontrent à deux reprises. Il n'y a ni promotion, ni relégation à l'issue de la saison.
C'est le Marist Football Club qui remporte le championnat cette saison après avoir terminé en tête du classement final, avec cinq points d'avance sur le double tenant du titre, Western United FC. Il s’agit du troisième titre de champion des Salomon de l'histoire du club.

## Les clubs participants
- Koloale FC
- West Honiara FC
- Kossa FC
- Western United FC
- Real Kakamora
- FC Guadalcanal
- Malaita Kings
- Solomon Warriors
- Marist FC

## Compétition
Le barème de points servant à établir le classement se décompose ainsi :
- Victoire : 3 points
- Match nul : 1 point
- Défaite : 0 point

### Phase régulière
| Rang | Équipe             | Pts | J  | G  | N | P  | Bp | Bc | Diff |
| ---- | ------------------ | --- | -- | -- | - | -- | -- | -- | ---- |
| 1    | Marist FC          | 40  | 16 | 13 | 1 | 2  | 54 | 18 | +36  |
| 2    | Western United FCT | 35  | 16 | 10 | 5 | 1  | 72 | 20 | +52  |
| 3    | Solomon Warriors   | 32  | 16 | 10 | 2 | 4  | 60 | 20 | +40  |
| 4    | Malaita Kings      | 30  | 16 | 9  | 3 | 4  | 32 | 18 | +14  |
| 5    | Kossa FC           | 26  | 16 | 8  | 2 | 6  | 42 | 25 | +17  |
| 6    | Koloale FC         | 19  | 16 | 6  | 1 | 9  | 20 | 42 | -22  |
| 7    | Real Kakamora      | 17  | 16 | 5  | 2 | 9  | 36 | 46 | -10  |
| 8    | FC Guadalcanal     | 7   | 16 | 2  | 1 | 13 | 11 | 66 | -55  |
| 9    | West Honiara FC    | 1   | 16 | 0  | 1 | 15 | 18 | 90 | -72  |

|  | Qualification pour la Ligue des champions de l'OFC 2017 |
|  | T : Tenant du titre                                     |

## Bilan de la saison
| Championnat des Îles Salomon de football 2016                             |                                 |
| Champion                                                                  | Marist Football Club (3e titre) |
| Qualifications continentales                                              |                                 |
| Ligue des champions de l'OFC 2017                                         | Marist FC                       |
| Ligue des champions de l'OFC 2017                                         | Western United FC               |
| Promotions et relégations                                                 |                                 |
| Promus en Telekom S-League                                                | Aucun                           |
| Relégués en Championnat des Îles Salomon de football de deuxième division | Aucun                           |